# کروموزوم ۳ (انسان)

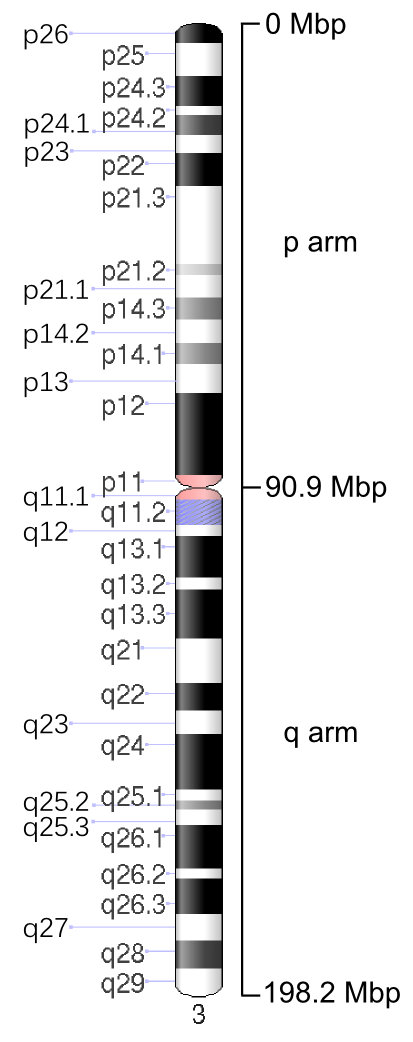
Ideogram of human chromosome 3. Mbp means mega base pair. See locus for other notation.

کروموزوم ۳ (انسان)، یکی از ۲۳ جفت کروموزوم موجود در انسان است. انسان‌ها دارای دو نسخه از این کروموزوم هستند. کروموزوم ۳ انسان بیش از ۲۰۰ میلیون جفت باز (اجزای تشکیل‌دهندهٔ دی‌ان‌ای) و نمایندهٔ حدود ۶٫۵ درصد از کل دی‌ان‌ای در سلول‌های تشکیل دهندهٔ بدن بشر است.
شناسایی هویت ژن‌ها در هر کروموزوم یکی از زمینه‌های فعال در پژوهش‌های ژنتیکی است. پژوهش‌گران از روش‌های مختلفی برای پیش‌بینی تعداد ژن در هر کروموزوم استفاده می‌کنند، از این رو، شمار تخمینی ژن‌ها در هر کروموزوم همیشه یک‌سان نیست. دانشمندان بر این باورند که کروموزوم ۳ به احتمال زیاد در بر گیرندهٔ بین ۱۱۰۰ و ۱۵۰۰ ژن است.